# 林毅陸
林 毅陸（はやし きろく、1872年6月6日（明治5年5月1日） - 1950年（昭和25年）12月17日）は、明治後期から戦前昭和期の歴史家、法学者（法学博士）、政治家。枢密顧問官、衆議院議員、帝国学士院会員、慶應義塾長、初代愛知大学学長等を歴任。号は弘堂。
位階勲等は正四位勲三等旭日中綬章。日本の外交史研究の先駆者として知られている。

## 経歴
佐賀県松浦郡田野村（現在の唐津市肥前町田野）に、豪族・中村清七郎の四男として生まれる。幼名は中村毅陸。母は唐津藩士・浦川喜右衛門の次女。
10歳の頃、中江兆民の門下であり、『仏和辞書』を同盟出版から出版し、東京府で仏学の私塾を開いていた実兄・中村秀穂が帰省の際に伴われて上京。学ぶこと2年。兄・秀穂の漢学の師である林竹堂（通称は淹三郎、号は竹堂）が神田小川町の塾舎・「葆真学舎」を閉じて郷里の香川県高松市に帰省するに際して、林滝三郎の学漢となり1882年（明治15年）に高松に渡る。「葆真学舎」で漢学を学ぶ。林竹堂は、魁偉・音吐朗々・豪放磊落にして甚だ酒を好んだ。香川県下の資産家は其の学風大いに揚がり、競って子弟を学舎に送り、寄泊学生は数百名に及んでいた。また鳥羽藩から来た教師・栗原亮一からウィリアム・スウィントンの万国史を教わる。1889年（明治22年）、塾頭である林滝三郎に認められて林家の養子となり、本籍を高松市に移した。
同年5月に再度上京して、慶應義塾正科予科三番の入学試験を受けて、入学。1892年（明治25年）慶應義塾正科を首席で卒業。翌年、慶應義塾大学部文学科に入学。1895年（明治28年）に慶應義塾大学部文学科を卒業（首席）すると、福澤諭吉の懇請により、翌年には同校の教員となる。新橋を発って高松市に帰省し、学資などで援助した高橋良平の娘サワと婚約。
1901年（明治34年）から4年間、慶應義塾の学資留学生としてヨーロッパに留学。ポール・ルロワ・ボーリュー教授の指導を受けるために留学地をパリと希望し、更に慶應義塾側の要請により英国に渡って英国憲法を学ぶことを追加される。フランスに到着すると、パリ政治学院に入学し、欧州外交史や比較憲法学を学んだ。1903年（明治36年）1月からパリ東洋語学校（現・フランス国立東洋語学院）の日本語講師を嘱託。フランス人外交官で日仏会館の創立に尽力したジョルジュ・ボンマルシャンは林毅陸の生徒であった。欧州からの帰途、米国に立ち寄り、アメリカ議会図書館において日本国の開国及び明治維新関係の史料を調査研究して帰国した。英国の法制度や外交史に関する研究には、主として大英博物館外交文書室を利用。
さらに、休暇を利用して南ドイツ、オーストリア、ハンガリー、セルビア、ブルガリア、トルコ、ギリシャ、イタリアを見聞。ブルガリアのソフィアで、内部マケドニア革命組織・マケドニア革命党の右派の活動家ボリス・サラフォフの自宅に訪問して、約2時間に及ぶインタビューを行い、ここで、単に学問的探究心だけでなく、政治への関与を意識した。1905年（明治38年）帰国後に政治学科教授となり、文学科・川合貞一、理財科・堀切善兵衛、法律科・神戸寅次郎、政治科・林毅陸、大学予科・田中萃一郎、慶應義塾商工学校・雨山達也、慶應義塾商業学校 (旧制)・清水静文の布陣で1910年（明治43年）に学科主任となる。1908年（明治41年）東京高等商業学校の教授を兼ね、外交史を教える。1923年（大正12年）に辞すまで、東京商科大学でも教えた。
1912年（明治45年）5月の第11回衆議院議員総選挙に香川県郡部区（第14回では香川3区）から立候補して当選、以後3期連続務める。立憲政友会に所属して大正政変で活躍、その後の政友会の第1次山本内閣への参加に反対して離党、政友会を脱会して新たに政友俱楽部を組織し、中正会結成に参加するが、後に政友会に復党した。この間、1913年（大正2年）に山本内閣に対して、軍部大臣現役武官制が憲政運用上支障の権限抑制と政治的地位の相対的低下の利用を狙っているものとして山本に改正を約束させ、薩摩閥の大官僚山本に対して、質問を行って論議を呼び、後の同規定廃止のきっかけとなった。
1916年（大正5年）に勲四等瑞宝章を賜る。1919年（大正8年）のパリ平和会議及びブリュッセル万国議院商事会議に参加、同年法学博士を授与される。翌1920年（大正9年）には原内閣で高等官二等となり、外務省勅任参事官（現在の大臣政務官級）に任命される。同年、正五位に叙され、勲三等瑞宝章を授章。外務省の勅任参事官として横田千之助（法制局長官）、埴原正直（外務次官）、松平恒雄（外務省欧米局長）と共にワシントン会議に参加した。1921年（大正10年）に高等文官試験臨時委員となる。その他、文政審議会委員、満州国統計会議名誉委員などを歴任。1928年（昭和3年）に旭日中綬章を賜る。
1917年（大正6年）から1920年（大正9年）まで慶應義塾大学部政治科学長、1923年（大正12年）から1933年（昭和8年）まで慶應義塾長（慶應義塾大学学長兼務）を務め、退任後も法学部教授を務めた。その後、帝国学士院会員、日本放送協会理事、交詢社理事長、東亜同文会理事などを務める。大東亜戦争による敗戦で東亜同文会が解散指定を受けると、解散直前の東亜同文会の役員であった会長・近衛文麿、副会長・阿部信行、理事長・津田静枝と相談し、外務大臣・吉田茂宛に清算人代表として財団法人東亜同文会と東亜同文書院大学解散の認可を得て、清算に尽力。
戦後の1946年（昭和21年）から日本国憲法施行による枢密院廃止まで枢密顧問官を務めた。また枢密顧問官と東亜同文会理事であった関係から愛知大学初代学長となり、1950年（昭和25年）に78歳で死去するまで務めた。敗戦時の東亜同文書院大学長であった本間喜一が固辞したため、協議の結果、前東亜同文会理事、前慶應義塾長の林毅陸博士に頼む以外にないとの結論に達し、同じく外地から引き揚げてきた台北帝国大学や京城帝国大学などの学生と教員とともに新たな愛知大学の設立という形に踏み切った。

## 栄典
- 1928年（昭和3年）11月10日 - 旭日中綬章[2][4]

## 著書
- 『露西亜帝国』（1901年）
- 『欧州近世外交史』（1908年）
- 『三国同盟と三国協商』（1914年）
- 『弘堂講話集』（1933年）
- 『ランシング戦時回想録に対する巨弾』（1936年）
- 『欧州最近外交史』（1948年）